# Ilse Schütze-Schur
Ilse Schütze-Schur (geb. Schütze; * 21. August 1868 in Berlin; † 1923 ebenda) war eine deutsche Malerin, Grafikerin und Kunstlehrerin.

## Leben
Ilse Schütze wurde als Tochter von Clara Schütze und Wilhelm Schütze in Berlin-Charlottenburg geboren. Sie zog nach München, um dort Kunst zu studieren und ging anschließend wieder nach Berlin zurück. Am 9. Mai 1905 heiratete sie den Schriftsteller Ernst Schur, dessen Nachnamen sie annahm und mit dem sie spätestens ab 1911 in der Steglitzer Straße 79 in Berlin-Lichterfelde wohnte.

## Wirken

### Verein der Berliner Künstlerinnen und Kunstfreundinnen
Ilse Schütze-Schur war von 1901 bis 1916 Mitglied im renommierten Verein der Berliner Künstlerinnen und Kunstfreundinnen (VdBKK), dem bspw. auch Käthe Kollwitz angehörte, mit der sie eine jahrelange Freundschaft verband. 1905 trat sie in den Berliner Lyceum-Club ein. Zwischen 1909 und 1922 arbeitete sie neben ca. 15 weiteren Lehrkräften als Grafiklehrerin bei der Kunstschule des Vereins. Sie begann mit Klassen zu „Projektion, Graphik, Illustration, Plakat“ und Kunstgeschichte. 1911 übernahm sie den Kurs „Malerische Perspektive“ sowie zusammen mit der Künstlerin Hedwig Hauck den neuen „Schriftkursus“. 1918 war sie im Lehrplan als einzige Lehrerin für die Fächer Illustration und Grafik angegeben, 1919 bot sie als neuen Kurs das „Modenzeichnen“ an.
Darüber hinaus nahm sie an Ausstellungen des Vereins teil und entwarf Plakate. Bei einem Wettbewerb der Kunstschule des Vereins im Oktober 1915 zum Thema „Gesellschaftsspiel“ und im November 1915 zum Thema „Sommer“ trat Schütze-Schur auch als Jury-Mitglied auf. Sie konnte so direkten Einfluss auf die Auszeichnung der Arbeiten junger Künstlerinnen nehmen.

### Politische Arbeit

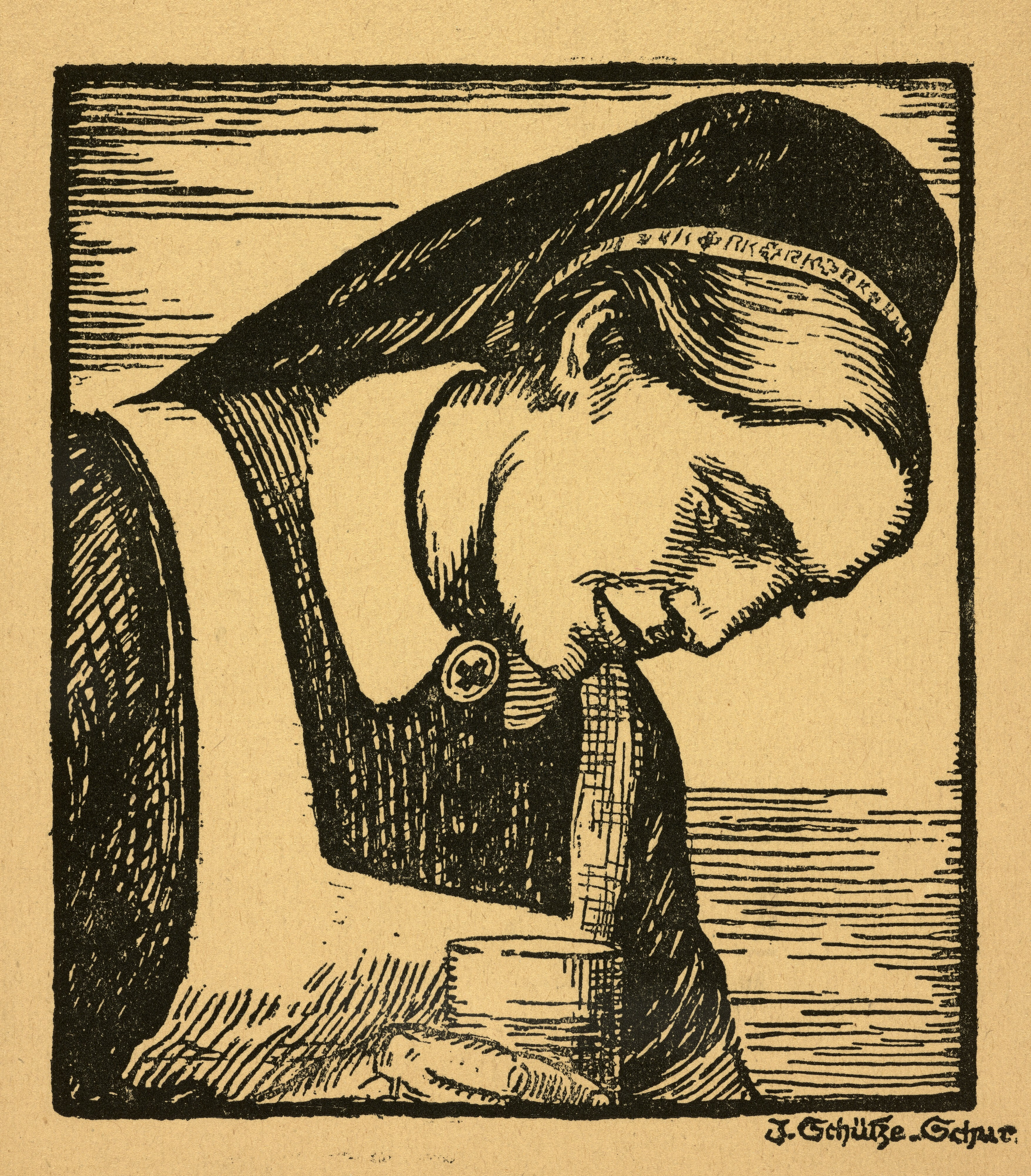
Illustration einer Krankenschwester aus der Zeitschrift Wachtfeuer

Durch ihren Eintritt in den Verein der Berliner Künstlerinnen und Kunstfreundinnen schloss Schütze-Schur erste Verbindungen zur Frauenbewegung. Nach ihrer Heirat mit Ernst Schur kam sie in engeren Kontakt mit der Sozialdemokratie. Sie illustrierte für die SPD-Zeitschrift Vorwärts und für die sozialdemokratische Zeitschrift Wachtfeuer. In den Jahren 1907, 1910, 1914 und 1921 fertigte Ilse Schütze-Schur Illustrationen für die Maifestzeitung der SPD an.

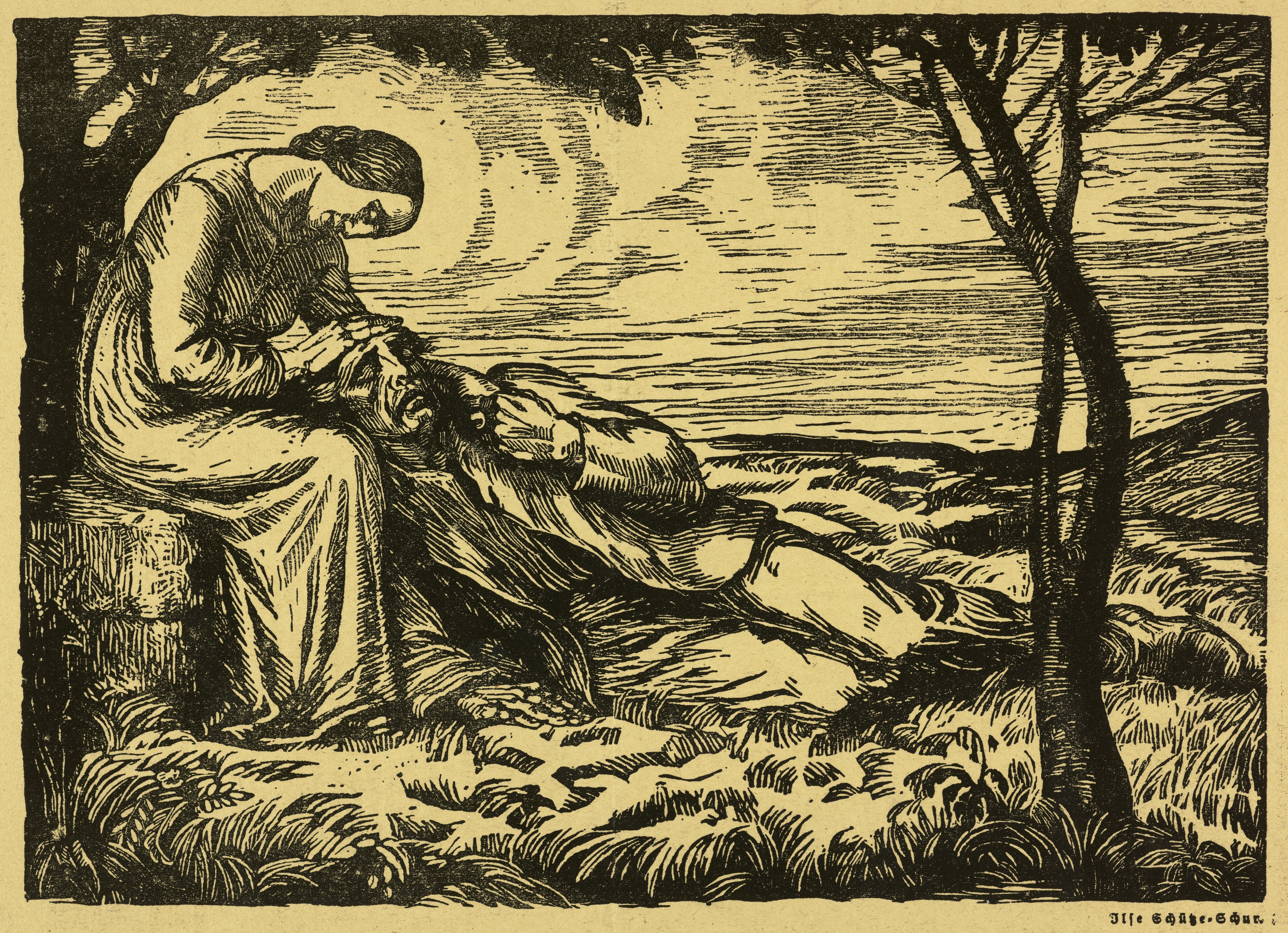
„Genesung“ aus der Zeitschrift Wachtfeuer

Mit ihrem Mann publizierte sie zahlreiche Kinderbücher.

## Werke (Auswahl)
- 1900/01: Kunstgewerbe fürs Haus Hrsg. C. v. Sivers Berlin Verl. W. Schultz-Engelhard Illustrierte Monats-Zeitschrift für Dilettanten, 1. Jg. Nr.1 Deckblattgestaltung: Ilse Schütze
- 1903: GROSSE BERLINER KUNST- AUSSTELLUNG Katalog, Union, Deutsche Verlagsgesellschaft Berlin, Stuttgart, Leipzig Stiche, Radierungen, Zeichnungen etc. Ilse Schütze, Charlottenburg, S. 72 Nr.: 1052 Selbstbildnis, Lithographie Saal 29
- 1907: Kurt Eisner: Das Ende des Reichs. Titel-Lithographie Ilse Schütze-Schur Deutschland und Preußen im Zeitalter der großen Revolution Berlin 1907, Verlag: Buchhandlung Vorwärts, Hans Weber Berlin 1907: Illustrationen und Titelzeichnung, VdBKK (Hrsg.): Magazin zum Künstlerinnenfest, Berlin 1907[8]

- 1908: Angewandte Kunst Deutscher Lyzeum-Club Berlin, Jarno Jessen (Verl. Franz Lipperheide) 100 Seiten mit Informationen zu Thea Schleusner, Elisabeth Schellbach Käthe Kollwitz Emilie Winkelmann Ilse Schütze-Schur u. v. a. (mit Abb. und Adressen)  Kunstmuseum Berlin RA 820062869
- 1909: Die Neue Welt, Illustriertes Unterhaltungsblatt, Hamburg, Breslau, Berlin. Verl. Auer  Ausgabe 43 S.337 Abb. Gänsemarkt  Ausgabe 43  S.341 Abb. „Alte Frau“  Feuilleton S. 344 Unsere Bilder: Zu Gänsemarkt: „Das ist gerade die märkische Note,  das Heimliche, Stille“  Zu „Alte Frau“: „Diese ‚alte Frau‘ könnte auch heißen: ‚Schicksal‘ oder ‚Das Leben‘.“
- 1910:
  - Titelzeichnung, Schur, Ernst: Kind und Kunst, Berlin 1910.
  - Schur, Ilse / Schur, Ernst: Das lustige Jahr, Stuttgart ca. 1910.
  - 1905 Zeitschrift für Bücherfreunde Jg. IX Bd. I  V&K Bielefeld/Leipzig
  - EX LIBRIS     KÄTHE  SCHÜTZE  gezeichnet von Ilse Schütze S.426
  - EX LIBRIS   Gertrud Stier-Somlo  gezeichnet von Ilse Schütze
  - S.427  EX LIBRIS  AUGUST GALLINGER gezeichnet von Ilse Schütze S.428

- 1911:
  - Plakat, Jahresausstellung des Vereins der Berliner Künstlerinnen und Kunstfreundinnen.[9]
  - Schur, Ilse / Schur, Ernst: Hier und da und dort in Bild und Wort, Stuttgart 1911.
  - Dekorative Kunst XV 3. Dez. 1911, S. 129 f „Der Künstlerbund für Glasmalerei“   (zu einer Ausstellung bei Keller § Reiner, Berlin) Theodor Heuss: „Ilse Schütze-Schur zeigt das straff rhythmisierte Bild einer Tänzerin, ein Fenster übrigens von glücklicher Flächenordnung“.
  - Dichtung und Dichter der Zeit, Albert Soergel, Voigtländer`s Verlag Leipzig S.546    Abbildung Ernst Schur nach dem Linoleumschnitt von Ilse Schütze-Schur
- 1912: Titelzeichnung, Berliner Lyceum-Club (Hrsg.): Katalog zur Ausstellung „Die Frau in Haus und Beruf“ vom 24. Februar–24. März 1912, Berlin 1912.[10]
- 1913: [Monty Jacobs] in „Ernst Schur Gedächtnisbuch“: „Seine Zartheit erstarkte im Frieden der Ehe; eine tapfere Kameradin bescherte ihm das Schicksal in der Malerin Ilse Schütze. Was ihm diese Lebensgefährtin bedeutete, lehrt das Widmungsblatt seines letzten Buches: ‚Der treuesten Freundin, dem gütigsten Menschen, der Geliebten und Frau.‘“ in Einsamkeiten, Concordia Deutsche Verlagsanstalt G.m.b.H. Berlin SW 11
- 1914: Federzeichnungen, Lessens, Ludwig: Kreuz und Quer durch den Balkan, in: Vorwärts, Berlin 1914.
- 1916/1917: Westermanns Monatshefte Abbildung „Dampfersteg“ und „Schmerz“ (Anhang) „Von Kunst und Künstlern“ S. 423–425  Schmerz eines Weibes, das sein Liebstes verlor, das sich in seiner Verzweiflung nicht Trost noch Hoffnung weiß. Vielleicht könnte unter diesem Blatte auch „Frauenhände“ stehen, denn sie sind es, in die Künstlerin den Ausdruck eines leidenschaftlichen Schmerzes, einer verzweifelten Liebe gepresst hat, die noch das bisschen Erde sehnend umfasst als das Letzte, das nun zudeckt was eins ihr gehörte.
- 1917: Scherl´s Mädchenbuch, Verlag August Scherl Verlag Berlin   Maria Stuart: Erzählung von [Louise Schulze-Brück]. Mit vier Zeichnungen von Ilse Schütze-Schur
- 1918:
  - Die Gartenlaube Scherl-Verlag/Hugenberg (ab 1916) Berlin   Das Festkleid, 1917    Zeichnung von Ilse Schütze-Schur
  - Holzschnitte, Zeitschrift Wachtfeuer, Nr. 174 (1918) inklusive Titelblatt für das „Frauenheft“.
- 1919: „J u g e n d“ Wochenschrift für Kunst und Leben Nov. Nr. 48 Jg.24 S.1097   G. Hirth`s Verlag München   Titelblatt „Mutter“ mit drei Kindern (Farbig)
- 1920: 1. Beilage der Berliner Börsen-Zeitung 02.11.1920   K  Curt Bauer: Ilse Schütze-Schur,  „Aus dem Atelier einer Graphikerin“
- 1923: Todesjahr Ilse Schütze-Schur (Krefeld im Mai) "Vorwärts“ Jg.40 Nr. 247 Mit. 30.05.1923 Morgenausgabe A122, Seite 3  „Ilse Schütze-Schur, Gattin des unvergessenen Dichters Ernst Schur, ist in Krefeld gestorben. Wie ihr Mann, der im „Vorwärts“ Kunstkritiken schrieb, hat sie unsere Leser durch ihr künstlerisches Talent oft erfreut. In den Maifestzeitungen und in der „Neuen Welt“ hat sie sich als begabte Zeichnerin betätigt. Auch als Zeichnerin und Kunstgewerblerin ist sie vielfach hervorgetreten.

## Ausstellungen
Ilse Schütze-Schur stellte regelmäßig mit dem Verein der Berliner Künstlerinnen und Kunstfreundinnen und auf der Großen Berliner Kunstausstellung aus. Die nachfolgende Liste gibt einen Überblick der Ausstellungen, an denen sie teilhatte.
- 1898: (als Gast) Verein der Berliner Künstlerinnen und Kunstfreundinnen
- 1901: Verein der Berliner Künstlerinnen und Kunstfreundinnen
- 6. bis 23. Dezember 1904: Verein der Berliner Künstlerinnen und Kunstfreundinnen, Weihnachtsmesse und Ausstellung graphischer Arbeiten im Alten Saal der Hochschule für Musik
- 1904: mit dem Verein der Berliner Künstlerinnen und Kunstfreundinnen auf der Weltausstellung in St. Louis[11]
  - Bettschirm mit gemaltem Fries von betenden Kinderköpfchen, Fond mit Mohnornamenten von Clara von Sivers
  - Büfette aus Mahagoni im Biedermeierstil mit Intarsien
- 1916: Verein der Berliner Künstlerinnen und Kunstfreundinnen[12]
- 2004: 08.03 Friedrich Ebert-Stiftung Bonn  Internationaler Frauentag ILSE SCHüTZE-SCHUR – eine vergessene sozialdemokratische Künstlerin des frühen 20. Jahrhunderts.
- Eine gemeinsame Veranstaltung der Frauenbeauftragten und des Historischen Forschungszentrums der Friedrich-Ebert-Stiftung.
- „Im Mittelpunkt der Bonner Veranstaltung zum diesjährigen Internationalen Frauentag wird eine bedeutende sozialdemokratische Künstlerin stehen.“
- 2005: Empfang zum 100 jährigen Jubiläum des Internationaler Lyzeum-Club Berlin 16.00 – 18.00 Uhr im Hotel am Zoo  27.05. Festabend zum 100jährigen Bestehen des Internationalen Lyceum-Clubs Berlin  Hotel Hilton am Gendarmenmarkt  Schirmherrin: Eva Luise Köhler  Festvortrag: Peter Pfister Bonn (FES) Lichtbildervortrag: Ilse Schütze-Schur

## Preise/Auszeichnungen
- 1898: 1. Preisträgerin im Plakatwettbewerb der Kakau-Compagnie Theodor Reichardt G.m.b.H. Hamburg-Wandsbek; mit diesem Entwurf auf der Deutschen Plakat-Ausstellung in Berlin vertreten (1000,-- M)
- 9. Juni 1906: Zuschuss für kunstgewerbliche Arbeiten, die auf der Weihnachtsmesse zur Ausstellung und zum Verkauf kommen sollen, finanziert von Frau Geheimrat J. Arnhold, Ilse Schütze-Schur erhielt 200 Mark[13]
- 1902: Kühn, H. Deutsche Kunst und Dekoration 11. / S. 199  Fritzsche`sche Preisausschreiben: Moderne Bucheinbände  Ein Preis von 50 Mk.  F. Migg – Berlin, Ilse Schütze – Charlottenburg,  Hans Mayr – Wien,  Hans Hasche – Leipzig, Fritz – Clement – Leipzig, Felix Hering – Chemnitz
- 1907: Die Werkstatt der Kunst Heft 3/S. 30  Der Wettbewerb „Interieur“ war mit 105 Einsendungen beschickt worden. Es erhielten zwei erste Preise zu je 200 Mk.:
- Frl. Frida Kretschmann-Winkelmann und Else Preußner; zwei zweite Preise zu je 100 Mk.: Frau Ilse Schütze-Schur und  Frl. Angelika v. Lepell……
- 1908: Die für die Künstlerinnen des Deutschen Lyzeum Clubs von der Hannoverschen Käksfabrik Hermann Bahlsen
- ausgeschriebenen Konkurrenz hatte folgendes Ergebnis:
- 1. Preis -250 Mark-Ilse Schütze-Schur…….(s.Die Kunst 1909)  Die Jury bestand aus den Damen: Hedwig Heyl  Else Opler-Legband Anna Muthesius Sabine Reike Julie Wolfthorn Aenne Koken und Fia Wille. Letztere als Leiterin der Konkurrenz. Quelle: Staatsbibliothek zu Berlin.
- 1909: Alice-Mertens-Wettbewerb für kunstgewerbliche Entwürfe, die zur Weihnachtsmesse 1909 des VdBKK ausgeführt werden sollen[8]
- 1911: Auszeichnung im Vereinswettbewerb des VdBKK „Plakat“ für ein neues Ausstellungsplakat, Preisgeld waren 50 Mark.[9]
- 1911: Vorwärts, Berliner Volksblatt, Nr. 305, 28. Jg. 6. Beilage Seite 26 So.31.12. „In Freien Stunden“. Zur Erlangung einer neuen Umschlagzeichnung sowie eine Schlussvignette für die Zeitschrift „In Freien Stunden“ hat der Verlag Buchhandlung Vorwärts Paul Singer G. m. b. H. ein Preisausschreiben veranstaltet, an dem sich bedeutende Künstler beteiligten. Das Preisgericht, dem die Herren Professor Max Liebermann und Professor Max Slevogt angehörten, sprach den 1. Preis im Betrag von 500 M Schütze-Schur zu.
- 1912: Ilse Schütze-Schur bekam in der Ausstellung „Die Frau i. Haus u. Beruf“ e. Preis f. ihre beid. Holzschn. „Dampfersteg a. d. Havel“
- 1914: ARCHIV FÜR BUCHGEWERBE. Verlag des deutschen Buchgewerbevereins Leipzig Jahrgang 1914 Band 51 Heft 7/9 Seite 197/98 K  Sonderausstellung: Die Frau im Buchgewerbe und in der Graphik / Buchillustration  Silberner Preis: Schur, Frau Ilse und Ernst, Groß-Lichterfelde

## Rezeption

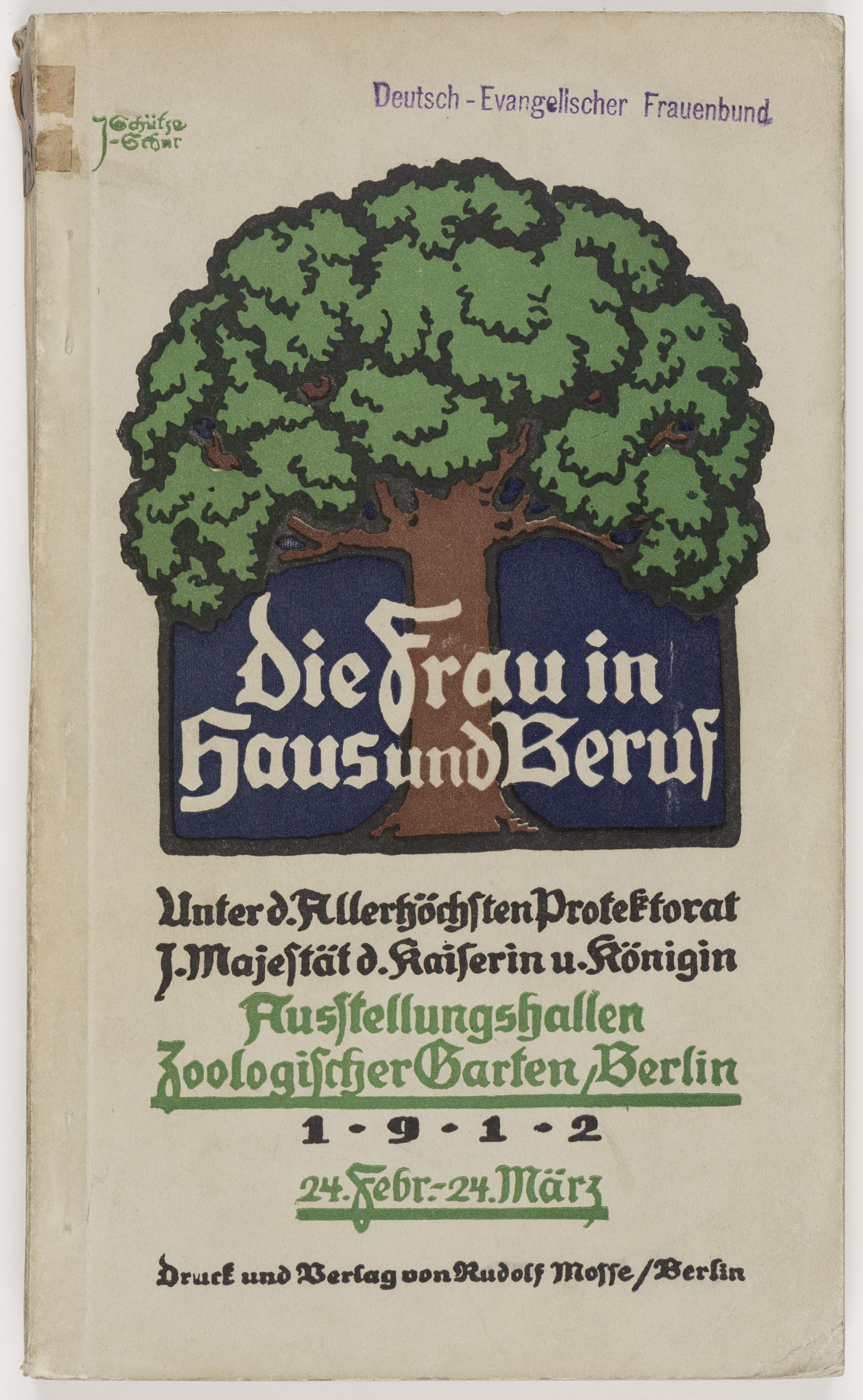
Titelbild des Katalogs zur Ausstellung „Die Frau in Haus und Beruf“

Die langjährige Unterrichtstätigkeit, rege Ausstellungsbeteiligung und zahlreichen Publikationen lassen vermuten, dass Schütze-Schur zu ihrer Lebzeit bekannt war. In einer Ausstellungsankündigung für die „Kunstnachrichten. Amtsblätter der Allgemeinen Deutschen Kunstgenossenschaft“ vom 15. November 1916, wird sie gleichauf mit ihrem männlichen Kollegen als „A. Loewenstein, H. Wein, J. Schütze-Schur, H. Endell und anderen“ genannt. Auch auf dem vom Verein herausgegebenen Magazin zum Künstlerinnenfest 1907 gestaltete Ilse Schütze-Schur das Titelbild. Ebenso auf der Publikation zur Ausstellung „Die Frau in Haus und Beruf“ (24. Februar–24. März 1912) des Berliner Lyceum-Clubs. Die Ausstellung war so erfolgreich, dass sich der Verein von den Erlösen ein Gebäude am Lützowplatz 8 in Berlin kaufte.
Zu ihrer künstlerischen Rezeption finden sich allerdings wenige Quellen. Dieser Mangel könnte auch mit der Zerstörung des Archivs des Vereins der Berliner Künstlerinnen und Kunstfreundinnen 1944 zusammenhängen. Auch in den nach 1990 erschienenen Forschungsergebnissen zur Vereinsgeschichte wird Ilse Schütze-Schur kaum genannt.